# Ионафан (Елецких)
Митрополи́т Ионафа́н (в миру Анато́лий Ива́нович Еле́цких; род. 30 января 1949, село Шаталовка, Воронежская область) — епископ Украинской православной церкви; с 22 ноября 2006 года правящий архиерей образованной в 1994 году Тульчинской и Брацлавской епархии (с центром в городе Тульчине, на территории части Винницкой области) Украинской православной церкви. Духовный композитор, переводчик литургических и духовных текстов.

## Биография

### Образование и начало церковной карьеры
Родился 30 января 1949 года в с. Шаталовка Воронежской области РСФСР в семье офицера. Детство и первые школьные годы жил с родителями в г. Североморске Мурманской области. После перевода в 1961 году отца в Киевский военный округ тайно принял крещение от киевского священника Алексея Глаголева.
По окончании в 1966 году средней школы служил в Советской армии.
В 1970 году поступил в Ленинградскую духовную семинарию; в 1973—1976 годы учился в Ленинградской духовной академии, обучаясь одновременно в регентском классе. Занимался пением, посещал репетиционный зал Академической капеллы имени Глинки. Сблизился с художниками-авангардистами Сергеем Спицыным и Татьяной Глебовой, высоко ценившей его музыкальное дарование. Посещал выставки, организуемые Глебовой в её мастерской (что в те времена считалось опасным).
5 апреля 1977 года митрополитом Ленинградским и Новгородским Никодимом (Ротовым) пострижен в монашество с именем Ионафан. 16 апреля тем же иерархом рукоположён в сан иеродиакона.
В 1978 году епископом Выборгским Кириллом (Гундяевым), ректором Ленинградской духовной академии, был рукоположён в иеромонаха.
Окончил академию со степенью кандидата богословия и был оставлен профессорским стипендиатом. Несколько лет преподавал церковное пение в семинарии и в регентском классе, а также нёс послушание регента хора Ленинградских духовных школ. В 1986 году этот хор под его управлением осуществил запись грампластинки, где впервые были озвучены авторские произведения Ионафана.
В декабре 1986 года был вызван в КГБ в связи с распространением среди семинаристов книги «Архипелаг ГУЛАГ» Александра Солженицына и затем лишён временной ленинградской прописки. В течение года не мог найти нового места служения из-за препятствий, которые чинил КГБ.

### Деятельность на Украине до архиерейства
С весны 1987 года по июнь 1988 года — клирик киевского кафедрального Владимирского собора.
В июне 1988 года становится насельником Киево-Печерской Лавры, часть которой (Дальние пещеры) была возвращена Церкви в связи с празднованием 1000-летия Крещения Руси.
23 июля 1988 года назначен исполняющим обязанности наместника Лавры.
11 октября 1988 года патриархом Пименом возведён в сан архимандрита и 12 октября благословением патриарха Пимена утверждён в должности наместника Киево-Печерской Лавры, о чём был выдан соответствующий указ Патриаршего экзарха митрополита Киевского и Галицкого Филарета (Денисенко).

### Архиерейство
Постановлением патриарха Пимена и Священного синода от 10 апреля 1989 года и по рекомендации митрополита Филарета (Денисенко) определено быть епископом Переяслав-Хмельницким, викарием Киевской епархии.
23 апреля 1989 года во Владимирском соборе Киева был хиротонисан во епископа сонмом архиереев во главе с митрополитом Филаретом (Денисенко).
В 1990 году назначен управляющим делами Украинского Экзархата.
Постановлением Синода Украинской Православной Церкви от 23 апреля 1991 года был запрещён в священнослужении сроком на 3 года за клевету на тогдашнего митрополита Филарета (Денисенка) и хищение церковного имущества. С 1991 по 1992 год находился без места служения. Впоследствии стал в жёсткую оппозицию митрополиту Киевскому Филарету (Денисенко), активно выступая против его курса на отделение от Московского Патриархата.
3 июня 1991 года подал рапорт-апелляцию Патриарху Алексию II, в котором отверг обвинения в свой адрес и выдвинул встречные обвинения против митрополита Филарета (Денисенко). В сентябре 1991 года на заседании Синода УПЦ МП был лишён сана за нераскаянность.
В апреле 1992 года создал в Киеве «Комитет духовенства и мирян в защиту Православия».
После избрания митрополита Владимира (Сабодана) предстоятелем УПЦ МП постановлением Священного Синода УПЦ МП лишение сана было признано не имеющим канонических оснований и потому недействительным.
С декабря 1992 года — епископ Белоцерковский, викарий Киевской епархии.
С 22 июня 1993 года по июль 2000 года — вновь управляющий делами УПЦ (МП), член и секретарь Священного Синода УПЦ (МП) — по должности.
С 29 декабря 1993 года — епископ Глуховский и Конотопский.
28 июля 1994 года предстоятелем УПЦ (МП) митрополитом Киевским Владимиром (Сабоданом) удостоен сана архиепископа.
С 27 августа 1995 года — архиепископ Сумский и Ахтырский.
С 30 марта 1999 года — архиепископ Херсонский и Таврический.
С 22 ноября 2006 года — архиепископ Тульчинский и Брацлавский.
26 июля 2010 года включён в состав Патриаршего совета по культуре.
28 августа 2014 года в Успенском соборе Киево-Печерской лавры митрополитом Киевским и всея Украины Онуфрием (Березовским) возведён в сан митрополита.

### Уголовное преследование на Украине
11 октября 2022 года Службой безопасности Украины в его жилище был проведён обыск; сообщалось, что оперативные мероприятия проводятся в рамках уголовного производства, открытого по статье 161 Уголовного кодекса Украины (нарушение равноправия граждан в зависимости от их расовой, национальной принадлежности, религиозных убеждений, инвалидности и других признаков). На следующий день митрополит опубликовал заявление, в котором утверждал, «что „улики“, якобы найденные в данных помещениях никакого отношения ни ко мне, ни к Тульчинской епархии не имеют».
7 августа 2023 года Винницким городским судом был признан виновным по четырем статьям УК Украины, в том числе по статьям о посягательстве на территориальную целостность, о действиях, направленных на насильственную смену или свержение конституционного строя, об отрицании «вооруженной агрессии России против Украины», и приговорён к пяти годам лишения свободы. По версии следствия, Ионафан распространял среди прихожан пророссийские листовки, а также разместил на сайте епархии статью, в которой заявлял о главенстве Московского патриархата.

### После освобождения
22 июня 2024 года официальный сайт РПЦ опубликовал сообщение, в котором, в частности говорилось: «22 июня 2024 года по ходатайству Святейшего Патриарха Московского и всея Руси Кирилла в результате проведённых переговоров освобождён митрополит Тульчинский и Брацлавский Ионафан». 23 июня, в канун праздника Святого Духа, молился за всенощным бдением в алтаре кафедрального собора города Минска.
25 июня 2024 года в Патриаршей и Синодальной резиденции в Даниловом монастыре в Москве был принят патриархом Кириллом, который удостоил его «во внимание к усердным архипастырским трудам и в связи с 75-летием со дня рождения» орденом преподобного Сергия Радонежского I степени, а также вручил ему памятные крест и панагию. В тот же день Минобороны России сообщило о возвращении 90 российских военнослужащих из украинского плена в обмен на передачу Киеву 90 военнопленных ВСУ. 26 июня представитель Генштаба ВСУ Андрей Ковалёв в своём фейсбуке написал, среди прочего: «российский агент Анатолий „Иоанафан“ Елецких по обмену уехал в москву, а из российского плена вернулись 90 украинских защитников! <…> У Украины есть золотой обменный фонд! На 30 марта 2023 года у РПЦ на Украине официально имеется 108 епископов. Я уже молчу о священниках. Призываю обменять их на украинских защитников и защитниц, которые сейчас находятся в российских застенках!». 2 июля президент Беларуси  Александр Лукашенко заявил, что обмен был произведён между Украиной и Беларусью по просьбе президента России Владимира Путина и что Украина за Ионафана получила Николая Швеца, задержанного по подозрению в попытке уничтожения российского самолета А-50 на аэродроме Мачулищи в феврале 2023 года.

## Творчество
Митрополит Ионафан — автор церковных сочинений и переложений духовных песнопений, вошедших в сборники «Христос рождается» (1993), «Степенные антифоны утрени» (1994) и «Православные церковные хоры» (1995). Часть сочинений и переложений записана на компакт-диск «Традиционные и новые песнопения Православной Церкви», где звучит соло живой голос автора и дирижёра («С нами Бог» соловецкого напева, «Тело Христово» знаменного распева, «Хвалите имя Господне» валаамского напева). Некоторые другие духовно-музыкальные сочинения архиепископа Ионафана были опубликованы и записаны на компакт-диски разными хоровыми коллективами: «Степенные антифоны древних напев», «Чертог Твой» (до минор), «Плотию уснув» (ля минор), «Ныне силы небесные», валаамский напев, «С нами Бог», соловецкий напев, (соль минор), «Покаяния отверзи ми двери» зн.р. (Си-бемоль мажор), «Величит душа Моя Господа» (ре минор) и др. Был издан компакт-диск с звукозаписью авторской «Литургии Мира», в которой гимны православной Литургии св. Иоанна Златоуста были распеты на мелодии григорианского хорала. Позднее была записана т. н. «Чернобыльская литургия», посвященная памяти жертв техногенной катастрофы на Чернобыльской АЭС (Украина) — в авторской хоровой версии, и, в сотрудничестве с композитором Валерием Рубаном, — с оркестровым сопровождением. Последняя версия неоднократно исполнялась в годовщину трагедии в престижных концертных залах Украины и России. В 2021 году на 35-летие техногенной катастрофы на Чернобыльской АЭС была исполнена иная версия «Чернобыльской литургии» — Симфоническая поэма для хора, солистов и оркестра «Чернобыльская Литургия», написанная совместно с дирижёром и композитором Вячеславом Акоповым. Премьера состоялась в Новосибирской Государственной филармонии.
Архиепископ Ионафан — автор ряда статей, которые публиковались в церковной печати на Украине и за рубежом. В 2003 году «метроритмически» и в прозе переложил на русский язык духовную поэму VII века — Великий покаянный канон св. Андрея Критского (впервые опубликована издательством Херсонского Государственного Университета при содействии его ректора профессора Юрия Беляева).
В 2004 году издательство Херсонского Государственного Университета выпустило нотный сборник архиепископа Ионафана «Осанна», в который вошли его духовно-музыкальные переложения, оригинальные сочинения, патриотические гимны и стихи, с включением в него малоизвестных хоровых концертов В. Фатеева, ученика Римского-Корсакова.
В этом же университетском издательстве впервые был напечатан популярный «Толковый путеводитель по молитвословиям Божественной Литургии святителей Иоанна Златоуста и Василия Великого» с опытом изложения молитвословий и ектений Литургии на русском и украинском языках, с обширным и доступным для понимания историко-богословским комментарием и рядом евхаристологических статей известных богословов и учёных-литургистов (обновлённая оригинальная редакция 2017 года http://www.vladyka-ionafan.ru/liturgy).

## Награды

### Церковные
РПЦ
- Орден Святого равноапостольного великого князя Владимира II степени — во внимание к трудам и в связи с 60-летием[19][20][21]
- Орден святого благоверного князя Даниила Московского II степени
- Орден преподобного Сергия Радонежского II степени (2004 год) — за большие заслуги перед Православной Церковью и в связи с 55-летием со дня рождения[22]
- Орден преподобного Серафима Саровского II степени (2014 год) — во внимание к усердным архипастырским трудам и в связи с 65-летием со дня рождения и 25-летием архиерейской хиротонии[23]
- Орден преподобного Сергия Радонежского I степени (2024)

УПЦ
- Орден преподобных Антония и Феодосия Печерских I степени
- Орден святого апостола Иоанна Богослова ІІ степени (25 марта 2009 года) — во внимание к церковным заслугам и в связи с 60-летием[24]
- Орден святого апостола Андрея Первозванного (26 октября 2014 года) — во внимание к церковным заслугам и в связи с 65-летием

Иные
- Орден Святого Стефана Великого (Православная Церковь Молдовы, 2010 год).
- Медаль святого апостола и евангелиста Марка (Блаженнейший Патриарх Иерусалимский Диодор, Иерусалимская православная церковь)

### Государственные
- Орден «За заслуги» III степени (27 февраля 2012 года, Украина) — за весомый личный вклад в социально-экономическое и культурно-образовательное развитие Винницкой области, значительные профессиональные достижения, многолетний добросовестный труд и по случаю 80-летия образования области[25].
- Орден Дружбы (3 августа 2009 года, Россия) — за большой вклад в развитие сотрудничества между Российской Федерацией и Украиной[26].
- Орден Святой Анны II степени — в воздаяние заслуг перед Отечеством и Русской Православной Церковью и во свидетельство особого Нашего благоволения[27].
- Орден «За выдающиеся достижения в музыкальном искусстве» — Национальная музыкальная академия Украины имени П. И. Чайковского, 2011 год.